# Pałac w Rytwianach
Pałac w Rytwianach – zabytkowy pałac pochodzący z przełomu XIX i XX wieku. Znajduje się w miejscowości Rytwiany, w województwie świętokrzyskim. Jest otoczony 6-hektarowym parkiem. Obecnie (2016 r.) znajduje się tu hotel.

## Historia pałacu
Historia pałacu sięga lat 1853–1855, kiedy to na terenie obecnego parku wybudowano cukrownię. W budynku mieszkał wówczas dyrektor cukrowni, a jego druga część pełniła funkcję magazynu. W okresie prosperity, tj. w czasie kampanii cukrowniczej pracowało w niej około 500 osób. Cukrownia produkowała cukier dobrej jakości do roku 1925. Naprzeciwko hotelu Rytwiany – w łąkach w odległości ok. 300 m – są budynki stacji po wąskotorowej kolejce – którą dowożono buraki do wspomnianej cukrowni.
Pożar w 1925 roku strawił zabudowania (cukrownia została spalona przez konkurencję), a ruiny decyzją Artura Radziwiłła w roku 1925 zostały rozebrane. W latach 1927–1929 Artur Radziwiłł przebudował dawny magazyn cukru na pałac letni rodu Radziwiłłów. Po ukończeniu przebudowy, ówczesny właściciel dóbr rytwiańskich zaadaptował budynek na potrzeby całej rodziny, aby następnie w nim zamieszkać.
Wcześniej Artur Radziwiłł, patron ulicy na której mieści się hotel, przebywał od roku 1924 w Indochinach, gdzie administrował plantacją kauczuku. Po powrocie do kraju otrzymał: posiadłość ziemską w Rytwianach, „przemysł rytwiański” oraz dwa młyny w Staszowie.
To właśnie wówczas Rytwiany przekształciły się w siedzibę, drugą obok Sichowa Dużego, tego rodu. Radziwił nie tylko przebudował budynek na wygodny dwór, ale również intensywnie gospodarzył w folwarkach, oraz zajął się z dużym powodzeniem przemysłem rolniczym. Działania Radziwiłłów mieszkających w pałacu pomnożyły rodzinny majątek oraz wpłynęły pozytywnie na rozwój całej okolicy i poziom życia mieszkańców.
W czasie II wojny światowej budynek pałacu w Rytwianach zajęli Niemcy. Po wyparciu armii niemieckiej wojska radzieckie w budynku pałacowym zorganizowały szpital gruźliczy. Po upaństwowieniu majątku, gospodarzami pałacu była Spółdzielnia Samopomoc Chłopska i Państwowe Gospodarstwo Rolne. Radziwiłłowie tracąc wówczas majatki w Rytwianach i Sichowie Dużym rozproszyli się po świecie.
Po roku 1975, kiedy rozpoczęto budowę elektrowni w pobliskim Połańcu pomieszczenia pałacowe przeznaczono na hotel robotniczy. W latach 80. popadający w ruinę pałac przekazano gminie, która po kilku latach użytkowania (gmina zorganizowała w nim ośrodek szkoleniowy) z powrotem przekazała obiekt Elektrowni. W latach 90. pałac gruntownie wyremontowano, pod nadzorem konserwatora zabytków.

## Park

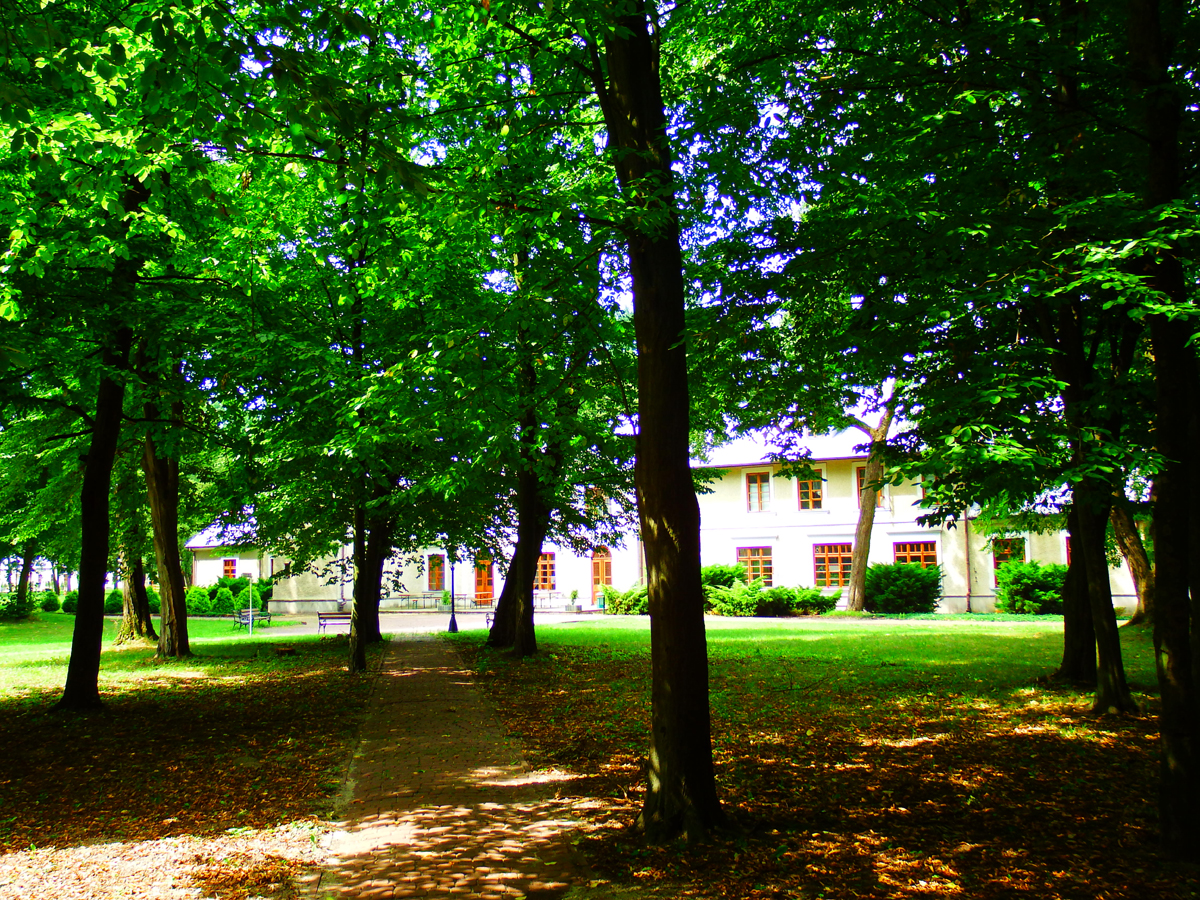
Park

Pałac otoczony jest 6-hektarowym parkiem. Park otaczający pałac założono w latach 1927–1929. Najstarszy drzewostan to aleja lipowa w południowej części parku, szpaler kasztanowców wzdłuż granicy zachodniej oraz nieliczne okazy drzew obcego pochodzenia. Na terenie parku znajduje się kort tenisowy oraz boisko do gry w koszykówkę.